# Гриневич Костянтин Едуардович
Гриневич Костянтин Едуардович (21.09.1891–30.08.1970) — історик, археолог, музеєзнавець, фахівець у галузі стародавньої історії, античної археології, історії мистецтва. Доктор історичних наук. 

## Життєпис
Народився в м. Вологда (нині місто в РФ). Після закінчення історико-філологічного факультету Харківського університету (1915) був запрошений на кафедру стародавньої історії цього університету для подальшої наукової діяльності під керівництвом професора В.Бузескула; згодом отримав посаду доцента. Працював у Ленінградському, Московському університетах, зав. кафедри в Кабардинському, Ніжинському педагогічних інститутах, Томському та Харківському університетах. Директор Керченського археологічного музею (1920–23), один із фундаторів та перший директор Херсонеського археологічного музею (1924–27). Самостійні археологічні розвідки античних пам'яток Північного Причорномор'я проводив на Боспорі (1921–23), згодом — у Херсонесі Таврійському і його околицях (Гераклейський п-ів; 1925–30). 1954–60 досліджував Ольвію. Першим із вітчизняних археологів розпочав підводні археологічні пошуки Страбонового (давнього) Херсонеса (1929; див. Страбон). Вивчаючи античні міста Півн. Причорномор'я (див. Античні держави Північного Причорномор'я), особливу увагу приділяв проблемам їх фортифікації. За працю «Стіни Херсонеса Таврійського» йому було присуджено науковий ступінь доктора історичних наук. Провадив велику роботу в справі музейного будівництва та музеєзнавства. Доклав багато зусиль до реставраційних робіт у Херсонесі, популяризував пам'ятки Херсонеса й Криму в численних брошурах та путівниках. Ініціатор створення і перший редактор «Херсонесского сборника». Автор понад 100 наукових праць.
Помер у м. Харків.